# Boris Godunov (Puškin)
Boris Godunov (1825, Борис Годунов) je historická tragédie ruského romantického básníka, prozaika a dramatika Alexandra Sergejeviče Puškina (1799 – 1837) zabývající se společenskou i individuální problematikou moci. Hlavní myšlenkou celého díla je nadčasová úvaha o tom, jakým způsobem se utváří dějiny a nakolik člověk znalý historie může ovlivnit politické dění. Významná je i kritika toho, jakým způsobem (podvod, vražda nebo jiný zločin) se velká část panovníků dostane na trůn.
Drama je psáno v blankversu.

## Obsah tragédie
Tragédie líčí ve sledu chronologických obrazů z let 1598 až 1605 období vlády cara Borise Godunova. V ději se vyskytuje mnoho postav a složitost celého příběhu graduje společně s množstvím vedlejších zápletek a odboček, které autor do hlavní linie příběhu vkládá.
Hra začíná roku 1598 po smrti cara Fjodora, syna a následníka Ivana Hrozného. Fjodorův poručník Boris Godunov se uvoluje po vypočítavém váhání nastoupit na uprázdněný trůn. Jeho svědomí ale tíží dávný zločin - nechal zavraždit dalšího Ivanova syna a dědice careviče Dimitrije, aby si připravil cestu k vládě.
Další část hry se odehrává v roce 1603. V Čudovském klášteře žije mnich Pimen, který byl svědkem zavraždění careviče. Ten zapsal pro pozdější věky toto hrozné tajemství a svěřil je svému ctižádostivému žákovi Grigorijovi. Grigorij, vlastním jménem Jurij Otrepjev, prchne z kláštera, uteče do Litvy, a tam získá polského krále i šlechtu pro sebe, neboť jim namluví, že je carevič Dimitrij. Shromáždí polsko-rusko-kozácko-litevské vojsko a vytáhne na Moskvu porazit stávajícího cara. Cestou se ale zastavuje v domě pana Višněveckého, kde se zamiluje do Mariny, dcery sandoměřského vojvody Jerzyho Mniszka, která je sice nesmírně krásná, ale také neskonale pyšná, a vyjeví jí celé své tajemství. Marina slíbí mlčet ale pouze pod podmínkou, že z ní Grigorij udělá carevnu. Zamilovaný mladík všechno horlivě slíbí.
Poslední části hry se odehrávají v letech 1604 a 1605. Lžidimitrijovi se před Moskvou podaří v několika srážkách zvítězit, a to mu nakloní ruský lid, zatímco Boris důvěru lidu ztrácí. Když car vidí, že i šlechta jej opouští, je raněn mrtvicí a umírá. Na trůn je okamžitě dosazen Fjodor jakožto prvorozený a jediný carův syn, ale je zavražděn. Grigorij se stává carem.

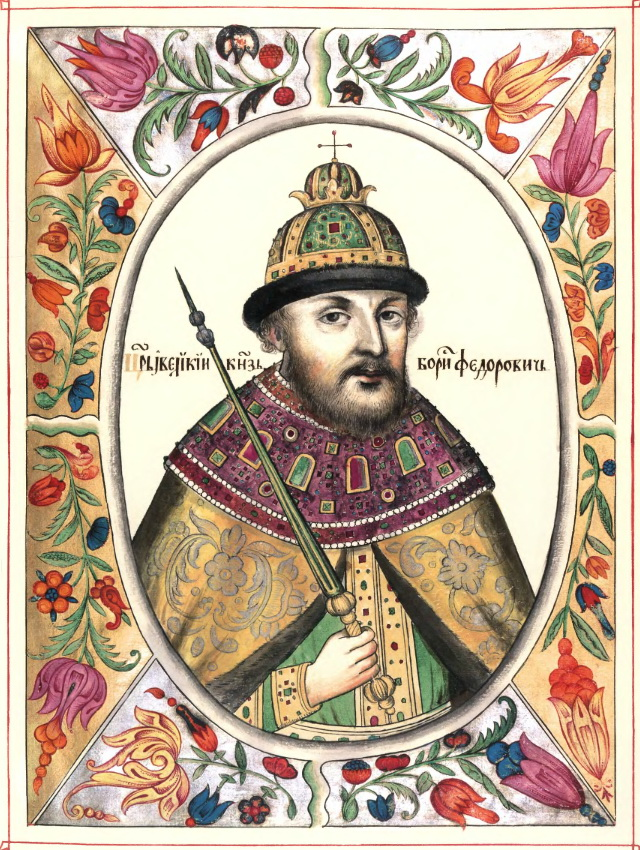
Boris Godunov
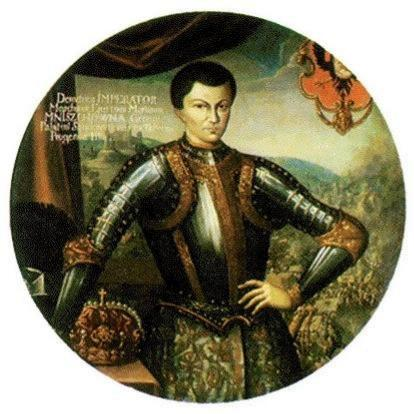
Lžidimitrij I.
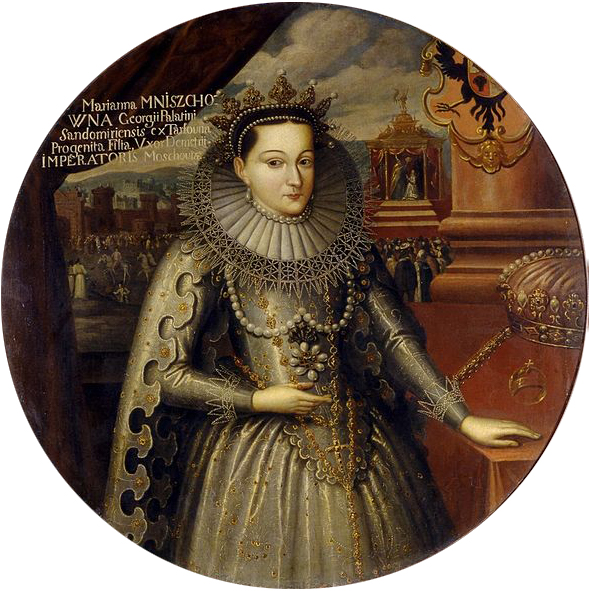
Marina

Závěr hry je vlastně poučením, že lid sice volá po změně, ale když k té změně dojde, tak zjistí, že se vlastně nic nezměnilo.
MOSALSKIJ
"Slyš lide! Maria Godunova a její syn Fjodor se otrávili jedem.
Viděl jsem jejich mrtvé pozůstatky."
(Lid, zachvácen hrůzou, mlčí.)
"Co jste zticha? Volejte přece:
ať žije car Dmitrij Ivanovič!"
LID setrvá v mlčení.

přeložil Otokar Fischer

## Adaptace

### Hudba
Podle tragédie složil roku 1873 ruský skladatel Modest Petrovič Musorgskij stejnojmennou operu.

### Film
- Boris Godunov (film, 1954) (1954, Борис Годунов), Sovětský svaz, režie Věra Strojeva, filmový přepis Musorgského opery
- Boris Godunov (film, 1966) (1966, Španělsko, režie Manuel Aguado a Domingo Almendros, televizní film
- Boris Godunov (film, 1986) (1986, Борис Годунов), Sovětský svaz, režie Sergej Bondarčuk, který hrál i titulní roli
- Boris Godunov (film, 1987) (1987, Борис Годунов), Sovětský svaz, režie Derek Bailey, televizní zpracování Musorgského opery
- Boris Godunov (film, 1990) (1990), Velká Británie, režie Humphrey Burton, televizní zpracování Musorgského opery v ruském originále

### Provedení na českém divadle (výběr)
- Jako činohru uvedlo Borise Godunova pražské Národní divadlo v roce 1937. V titulní roli alternovali Jaroslav Průcha a Eduard Kohout.[1]
- Národní divadlo Brno uvedlo činoherní provedení v roce 1970, Borise Godunova hrál Jaroslav Dufek[2]
- Opera Boris Godunov byla nastudována vícekrát, počínaje rokem 1910 na Národním divadle[3]

## Česká vydání
- Boris Godunov, Jan Otto, Praha 1905, přeložila Eliška Krásnohorská,
- Dramata, Melantrich, Praha 1937, přeložil Otokar Fischer, svazek obsahuje mimo jiné i Borise Godunova,
- Výbor z díla I., Svoboda, Praha 1949, svazek obsahuje mimo jiné i Borise Godunova v překladu Otokara Fischera,
- Dramata, SNKLHU, Praha 1957, svazek obsahuje mimo jiné i Borise Godunova v překladu Otokara Fischera,
- V bouři zrál můj hlas, Mladá fronta, Praha 1975, přeložil Emanuel Frynta, svazek obsahuje mimo jiné i Borise Godunova v překladu Emanuela Frynty,
- Boris Godunov, Odeon, Praha 1980, přeložil Emanuel Frynta.